# (12473) Levi-Civita
Pour les articles homonymes, voir Civita (homonymie).
(12473) Levi-Civita est un astéroïde de la ceinture principale.

## Description
(12473) Levi-Civita est un astéroïde de la ceinture principale. Il fut découvert le 10 février 1997 à Prescott par Paul G. Comba. Il présente une orbite caractérisée par un demi-grand axe de 2,68 UA, une excentricité de 0,17 et une inclinaison de 13,5° par rapport à l'écliptique.

## Compléments